# Oenopota obliqua
Oenopota obliqua é uma espécie de gastrópode do gênero Oenopota, pertencente a família Mangeliidae.